# قرنؤن
قرنؤن، هي قرية لبنانية من قرى قضاء البترون في محافظة الشمال.
- المسافة من بيروت: 58 كلم
- الارتفاع عن سطح البحر: 200 م
- القرى المحاذية: حامات، وجه الحجر، عبرين، كفر حلوس، رشكيدا